# Molophilus styx
Molophilus styx är en tvåvingeart som beskrevs av Alexander 1952. Molophilus styx ingår i släktet Molophilus och familjen småharkrankar. Inga underarter finns listade i Catalogue of Life.